# مفدي زكرياء
مفدي زكرياء (1908-1977) شاعر الثورة الجزائرية، ومؤلف النشيد الوطني الجزائري «قسما». اسمه الشيخ زكرياء بن سليمان بن يحيى بن الشيخ سليمان بن الحاج عيسى، ولد يوم الجمعة 12 جمادى الأولى 1326 هـ، الموافق لـ 12 يونيو 1908م، ببني يزقن، أحد القصور السبع لوادي مزاب، بغرداية، في جنوب الجزائر. لقبه زميل البعثة الميزابية والدراسة الفرقد سليمان بوجناح بـ: «مفدي»، فأصبح لقبه الأدبي مفدي زكريا الذي اشتهر به، كما كان يوَقَّع أشعاره «ابن تومرت». عاصر الشعراء التونسيين المعروفين وارتبط بهم مثل الشاعر محمد العربي الكبادي، وأبو القاسم الشابي. بدأ حياته التعلمية في الكتاب، بمسقط رأسه فحصل على شيء من علوم الدين واللغة، ثم رحل إلى تونس وأكمل دراسته بالمدرسة الخلدونية ثم الزيتونية، وعاد بعد ذلك إلى الوطن. كانت له مشاركة فعالة في الحركة الأدبية والسياسية، ولما قامت الثورة انضم إليها فكان شاعر الثورة الذي يردد أناشيدها وعضوًا في جبهة التحرير، مما جعل فرنسا تزج به في السجن مرات متتالية ثم فر منه سنة 1959، فأرسلته الجبهة خارج الحدود فجال في العالم العربي وعرف بالثورة. وافته المنية بتونس سنة 1977 ونقل جثمانه إلى مسقط رأسه فكان هو شاعر الثورة.

## التعليم
في بلدته تلقّى دروسه الأولى في القرآن ومبادئ اللغة العربيّة. بدأ تعليمه الأول بمدينة عنابة حيث كان والده يمارس التجارة بالمدينة ثم انتقل إلى تونس لمواصلة تعليمه باللغتين العربية والفرنسية وتعلّم بالمدرسة الخلدونية، ومدرسة العطارين درس في جامعة الزيتونة في تونس ونال شهادتها.

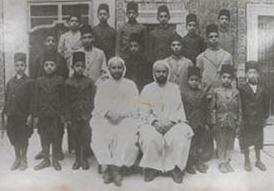
صورة للبعثة الميزابية ومفدي زكريا يحمل جريدة الوفاق

## الحياة العملية
انضم إلى صفوف العمل السياسي والوطني منذ أوائل الثلاثينات. كان مناضلاً نشيطاً في صفوف جمعية طلبة شمال أفريقيا المسلمين. كان عضواً أساسياّ في حزب نجم شمال إفريقيا. وكان عضواً في حزب الشعب، وكان عضواً في حزب حركة انتصار الحريات الديمقراطية. انضم إلى صفوف جبهة التحرير الوطني الجزائري. سجنته فرنسا همة فعالة في النشاط الأدبي والسياسي في كامل أوطان المغرب العربي. عمل أميناً عاماً لحزب الشعب. عمل رئيساً لتحرير صحيفة «الشعب» الداعية لاستقلال الجزائر في سنة 1937م. واكب شعره بحماسة الواقع الجزائري، بل الواقع في المغرب العربي في كل مراحل الكفاح منذ سنة 1925م حتى سنة 1977م داعياً إلى الوحدة بين أقطارها. وهو شاعر ملتزم.

## النشاط السياسي والثقافي
أثناء تواجده بتونس واختلاطه بالأوساط الطلّابية هناك تطورت علاقته بأبي اليقظان وبالشاعر رمضان حمود، وبعد عودته إلى الجزائر أصبح عضوا نشطا في جمعية طلبة مسلمي شمال إفريقيا المناهضة لسياسة الإدماج، إلى جانب ميوله إلى حركة الإصلاح التي تمثلها جمعية العلماء انخرط مفدي زكريا في حزب نجم شمال إفريقيا ثم حزب الشعب الجزائري وكتب نشيد الحزب الرسمي «فداء الجزائر». اعتقل من طرف السلطات الفرنسية في أوت 1937 رفقة مصالي الحاج وأطلق سراحه سنة 1939 ليؤسس برفقة باقي المناضلين جريدة الشعب لسان حال حزب الشعب، اعتقل عدة مرات في فيفري 1940 (6 أشهر) ثم في بعد 8 ماي/أيار 1945 (3 سنوات) وبعد خروجه من السجن انخرط في صفوف حركة الانتصار للحريات الديمقراطية، انضم إلى الثورة التحريرية في 1954 وعرف الاعتقال مجدّدا في نيسان/أفريل 1956. سجن بسجن بربروس «سركاجي حاليا» مدة 3 سنوات وبعد خروجه من السجن فرّ إلى المغرب ثم إلى تونس أين ساهم في تحرير جريدة المجاهد إلى غاية الاستقلال. اشتهر مفدي زكريا بكتابة النشيد الرسمي الوطني «قسما»، إلى جانب ديوان اللهب المقدس، وإلياذة الجزائر.

طابع بريدي يحمل صورة مفدي زكريا

أوّل قصيدة له ذات شأن هي «إلى الريفيّين» نشرها في جريدة «لسان الشعب» بتاريخ 6 مايو 1925م، وجريدة «الصواب» التونسيّتين؛ ثمّ في الصحافة المصريّة «اللواء»، و«الأخبار». واكب الحركة الوطنيّة بشعره وبنضاله على مستوى المغرب العربيّ فانخرط في صفوف الشبيبة الدستوريّة، في فترة دراسته بتونس، فاعتقل لمدّة نصف شهر، كما شارك مشاركة فعّآلة في مؤتمرات طلبة شمال إفريقيا؛ وعلى مستوى الحركة الوطنيّة الجزائريّة مناضلا في حزب نجم شمال إفريقيا، فقائدا من أبرز قادة حزب الشعب الجزائريّ، فكان أن أودع السجن لمدّة سنتين 1937-1939. غداة اندلاع الثورة التحريريّة الكبرى انخرط في أولى خلايا جبهة التحرير الوطنيّ بالجزائر العاصمة، وألقي عليه وعلى زملائه المشكّلين لهذه الخليّة القبض، فأودعوا السجن بعد محاكمتهم، فبقي فيه لمدّة ثلاث سنوات من 19 أبريل 1956م إلى 1 فبراير 1959م. بعد خروجه من السجن فرّ إلى المغرب، ومنه انتقل إلى تونس، للعلاج على يد فرانز فانون، ممّا لحقه في السجن من آثار التعذيب. وبعد ذلك كان سفير القضيّة الجزائرية.

## الوفاة
توفي يوم الأربعاء 2 رمضان 1397 هـ، الموافق ليوم 17 أغسطس 1977م، في تونس، ونقل جثمانه إلى الجزائر، ليدفن بمسقط رأسه في بني يزقن ولاية غرداية.

## الإنتاج الأدبي
- تحت ظلال الزيتون (ديوان شعر) صدرت طبعته الأولى عام 1965م.
- اللهب المقدس (ديوان شعر) صدر في الجزائر عام 1983م صدرت طبعته الأولى في عام 1973م.
- من وحي الأطلس (ديوان شعر).
- إلياذة الجزائر (ديوان شعر) وقد كانت الغاية من هذا العمل هو كتابة التاريخ الجزائري وإزالة ما علق به من شوائب وتزييفات، وقد اشترك في وضع المقاطع التاريخية كل من مفدي زكريا الذي كان متواجد بالمغرب ومولود قاسم نايت بلقاسم الذي كان بالجزائر إضافة إلى عثمان الكعاك المتواجد حينها في تونس. وتتكون الإلياذة من ألف بيت وبيت تغنت بأمجاد الجزائر، حضارتها ومقاوماتها لمختلف المستعمرين المتتاليين عليها وكانت أول مرة يلقي الإلياذة أو البعض منها لأنها حينها لم تكن قد بلغت الألف بيت بل كانت تبلغ ستمائة وعشرة أبيات ألقاها في افتتاح الملتقى السادس للفكر الإسلامي في قاعة المؤتمرات من قصر الأمم أمام جمع غفير من بينهم الرئيس هواري بومدين، مناسبة أخرى اقترنت بإلقاء هذه الأبيات واختيار التاريخ موضوعا لها، وهي الاحتفال بالعيد العاشر لاسترجاع الحرية والذكرى الألفية لتأسيس مدينة الجزائر والمدية ومليانة على يد بلكين بن زيري.
- له عدد من دواوين الشعر لا زالت مخطوطة تنتظر من يقوم بإحيائها.

## من شعره

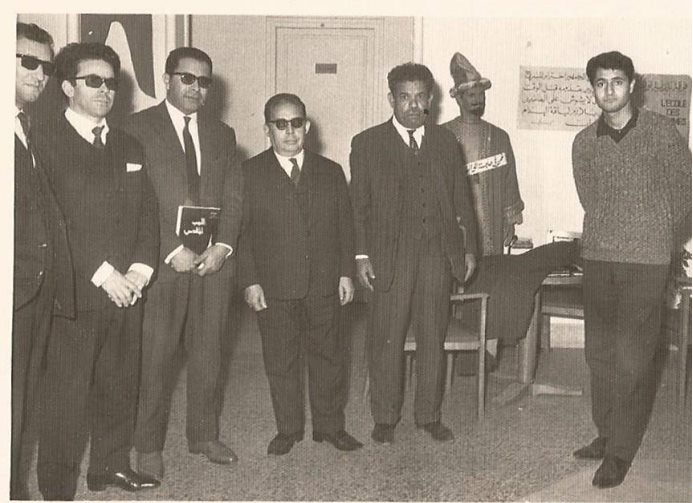
مفدي زكريا

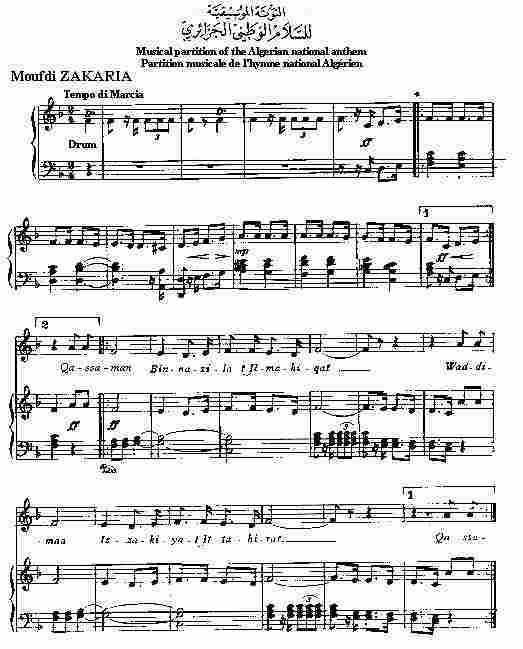
تلحين النشيد الوطني الجزائري

- النشيد الوطني الجزائري نظم بسجن بربروس في الزنزانة 69، بتاريخ 25 أبريل 1955 ولحّنه الملحن المصري محمد فوزي
- فداء الجزائر
- نحن طلاب الجزائر
- نشيد العلم كتبه بدمه وأهداه للحكومة المؤقتة للجمهورية الجزائرية.
- نشيد الشهيد نظم بسجن بربروس في الزنزانة رقم 65 يوم 29 نوفمبر 1937 وفي 1956 طلبت جبهة التحرير الوطني الجزائرية من المحكوم عليهم بالإعدام أن يرددوه قبل الصعود للمقصلة.

مطلع من إلياذة الجزائر:
-اللهب المقدّس.
-54 قصيدة بعنوان من أعماق بربروس.
-10 أناشيد بعنوان «تسابيح الخلود».
-29 قصيدة بعنوان«نار ونور».
-3 قصائد بعنوان «تنبؤات شاعر».
-6 قصائد بعنوان«فلسطين على الصليب»

## روابط خارجية
- مفدي زكرياء على موقع ميوزك برينز (الإنجليزية)
- مفدي زكرياء على موقع ديسكوغز (الإنجليزية)